# Oleh Malzew

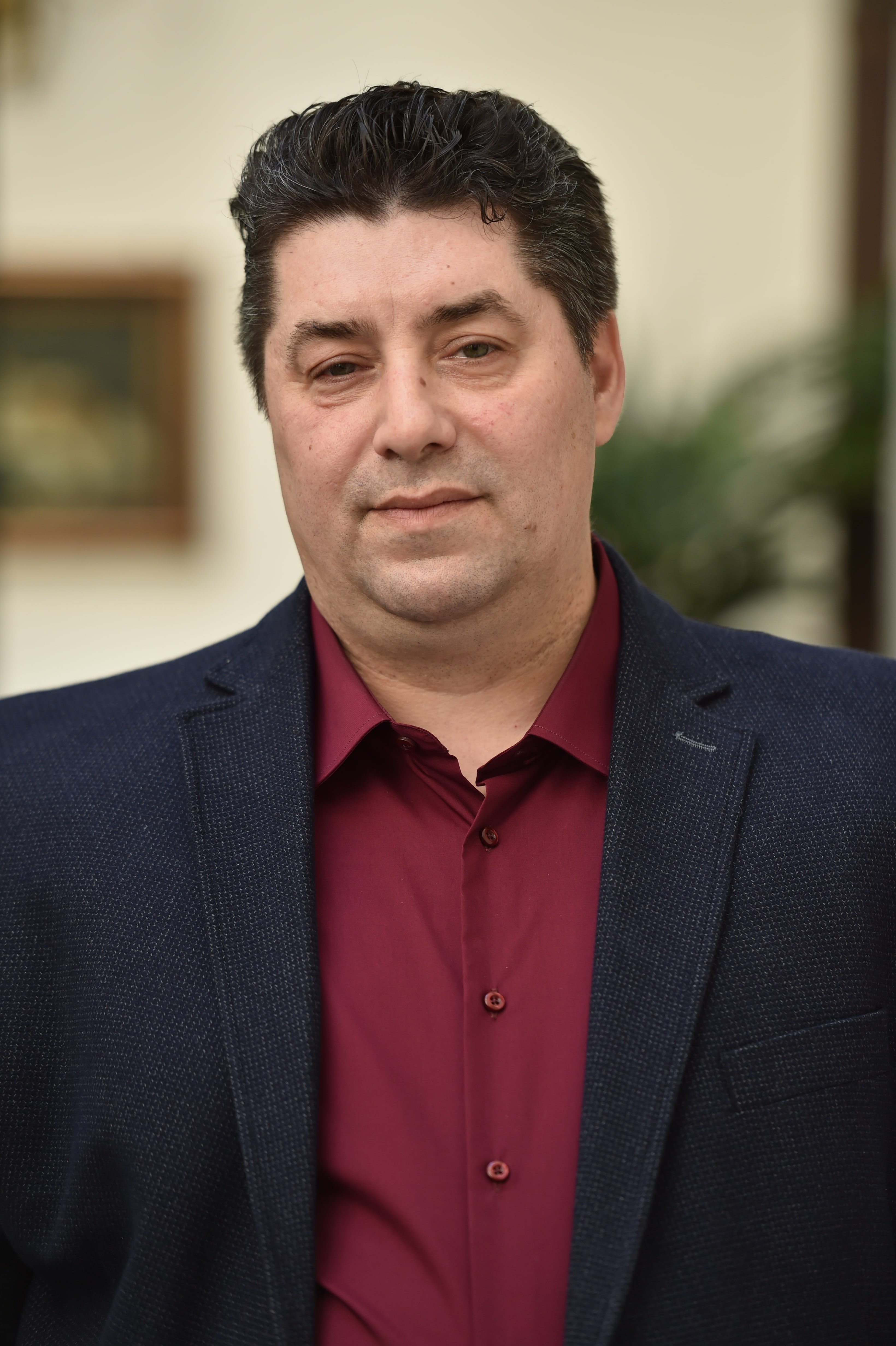
Oleh Malzew

Oleh Wiktorowytsch Malzew (ukrainisch Олег Вікторович Мальцев, auch Oleg Maltsev; geboren am 17. April 1975 in Odessa, Ukrainische SSR) ist ein ukrainischer Psychologe der eine Variation der schicksalsanalytischen Methode des ungarischen Psychoanalytikers Leopold Szondi, in seine Organisation einbringt. Er ist auch ein Lehrer der Kampfkünste und Autor über europäische Mystik. In Russland und der Ukraine wird seine Organisation als Kult kritisiert.

## Biografie
Oleh Malzew wurde am 17. April 1975 in Odessa in eine jüdische Familie geboren, die im selben Jahr nach Sewastopol zog. Während seiner Ausbildung am Moskauer Kadettenkorps, wo er die Grundlagen mehrerer Kampfkünste erlernte, nahm sein Mentor Wiktor Pawlowitsch Swetlov (Pseudonym von Avraam Michelssohn, 1919–1998) mit seinen Ideen und Techniken der Selbstverbesserung einen langfristigen Einfluss auf Malzew. Zur gleichen Zeit studierte Malzew Rechtswissenschaft und wurde zunächst in Russland und dann in der Ukraine als Rechtsanwalt zugelassen. Swetlov war der Erbe einer sowjetischen Tradition des Studiums über Gedächtnis, und Malzew hat ein Interesse an der Psychologie gezeigt, später ist er die Theorien von Leopold Szondi begegnet, die schließlich „eine der Säulen“ von Malzews Weltsicht wurden.
Zunächst in Zusammenarbeit mit dem am 27. April 1998 in Moskau tödlich verunfallten Swetlov und später mit einer kleinen Anzahl von Schülern, gründete Malzew, mehrere Organisationen.
Ende 2013 siedelte Malzew, der sich als brillanter Wissenschaftler, spiritueller Lehrer und der würdigste aller Menschen darstellt, von Sewastopol auf der Krim nach Odessa über, nachdem auf der Krim mehrere Strafverfahren wegen Betrugs gegen ihn eingeleitet wurden. Unter dem Deckmantel einer Gruppe von Unternehmen, die rechtliche, erzieherische und andere kommerzielle Aktivitäten ausüben verbirgt sich ein destruktiver, totalitärer Kult.
Zu diesen Organisationen gehören das Forschungsinstitut „Internationale schicksalsanalytische Gesellschaft“, das „Institut des Gedächtnisses“ und das Institut zu „Forschungen der weltweiten militärischen Traditionen und der kriminalistischen Forschungen der Waffenanwendung“, wobei die „Angewandte Wissenschaftsorganisation“ als Dachorganisation für alle drei Institute dient, die alle den Theorien von Malzew folgen. Malzew promovierte am 26. Juni 2017 in Psychologischen Wissenschaften an der Nationalen Universität Odessa.
Malzew ist ein Autor und Dozent, der Vorlesungen und Seminare in verschiedenen Ländern sowie online anbietet. Im Juni 2018 wurde eine annotierte Bibliografie von Wissenschaftlern, die mit dem italienischen Zentrum für Studien über neue Religionen (CESNUR) in Verbindung stehen, zusammengestellt. CESNUR listete 40 Bücher, 23 Übersetzungen über Kampfkünste und Fechttraktate aus dem Italienisch, Spanisch, Deutsch und Englisch sowie 38 dokumentarische Videos und Filme auf, von denen die meisten Ergebnisse von durch Malzew organisierter „Expeditionen“ auf der Suche nach Archiv- und historischen Materialien sind.
Malzew ist Mitglied der American Psychological Association und der American Philosophical Association.

## Wissenschaftliche Tätigkeit
Oleh Malzew untersucht Bewältigungsstrategie: das Verhalten von Menschen in Stresssituationen. Er verteidigte seine Doktorarbeit zum Thema „Bewältigungsstrategie als Sicherheitsfaktor des Individuums im modernen sozialen Raum“, in der er am Beispiel eines militärischen Konflikts im Donbass das Verhalten der Menschen im Krieg untersuchte. Studien wurden unter Verwendung einer Stichprobe der Ukrainisch-sprachigen Bevölkerung von Kiew, Lemberg, Odessa und Mariupol durchgeführt. Malzew analysierte die Beziehung zwischen Stress, Bewältigungsstrategie und persönlicher Sicherheit und bewies, dass ein subjektives Sicherheitsgefühl den Menschen hilft, negative Einstellungen zu sich selbst und der Welt zu überwinden. Unterstützung von Angehörigen, psychologische Unterstützung, religiöse und soziale Aktivitäten tragen zu einem Gefühl der Sicherheit bei.
Das Ergebnis dieser Studien war die Verteidigung der Dissertation „Bewältigungsstrategie als Faktor der persönlichen Sicherheit im modernen sozialen Raum“ an der Nationale I.-I.-Metschnikow-Universität Odessa im Jahr 2017.
Eine der Tätigkeitsbereiche ist die Popularisierung des Konzepts der Schicksalsanalyse, die ungarischen Psychoanalytiker Leopold Szondi eingeführt hat. Malzew gründete das Forschungsinstitut „Internationale schicksalsanalytische Gesellschaft“, in dem insbesondere eines der Bücher Szondi, „Ich-Analyse“, zum ersten Mal aus dem Deutschen übersetzt wurde. Schicksalsanalyse, kognitiv-experimentelle und genetisch-psychologische Theorien sowie die Transaktionsstresstheorie dienten der Bewältigung der Forschung während des russisch-ukrainischen Krieges.
Im Rahmen der Entwicklung des Konzepts der Schicksalsanalyse arbeitet Oleh Malzew mit dem Szondi Institut, Zürich, zusammen. Die wissenschaftliche Arbeit von Malzew wurde vom italienischen Religionssoziologen, Professor Massimo Introvigne, sehr geschätzt, der sich für die Schicksalsanalyse als eines der Gebiete der akademischen Wissenschaft interessierte.
Im August 2019 präsentiere Ph.D. in psychologischen Wissenschaften Oleh Malzew zusammen mit dem Doktor der Rechtswissenschaften Olexander Sainchin und dem Doktor der Rechtswissenschaften Alexander Sotula eine Monographie über die Untersuchung von Serienmorden. Die Autoren der wissenschaftlichen Arbeit sind Oleh Malzew und Olexander Sainchin. Die Autoren hoffen, dass ihre Arbeit einen Schritt zur Akzeptanz eines Konzepts der „Serienmorde“ auf gesetzgebender Ebene darstellt, das noch nicht in das Gesetzgebungssystem eines Landes übernommen wurde. Die Monographie besteht aus drei Abschnitten. Zwei von ihnen umfassen eine vergleichende juristische Untersuchung des Strafrechts der Ukraine und anderer Länder innerhalb der römisch-deutschen Familie, die theoretischen Grundlagen von Ermittlungen, Taktiken der Verfolgung und Inhaftierung von Verdächtigen und der dritte Abschnitt beschreibt das psychologische Porträt von Serienmördern.

## Schicksalsanalyse und das Vermächtnis von Szondi
Arbeiten von Malzew auf dem Gebiet der Psychologie folgen sowohl den Gedächtnisforschungen der sowjetischen Akademiker Grigori Semenowitsch Popov und Alexei Samuilowitsch Jakowlew als auch der Tradition von Leopold Szondi, die eine Minderheitstendenz innerhalb der Psychoanalyse in Bezug auf die Mehrheitsschulen von Sigmund Freud und Carl Gustav Jung darstellt, beide waren mit Szondi befreundet und hatten ihn hochgeschätzt. Szondis grundlegende Theorie war, dass neben persönlichen Unbewussten von Freud und dem kollektiven Unbewussten von Jung ein „familiär Unbewusste“ existiert, das die Präsenz unserer nahen und fernen Vorfahren in unserem psychischen Feld darstellt, hat eine entscheidende Bedeutung bei der Bestimmung unserer Entscheidungen, d. h. unser „Schicksal“. Wenn wir uns unseres familiär Unbewusste bewusstwerden, werden wir in der Lage sein, unser „zwanghaftes Schicksal“ zu überwinden und freier zu handeln, indem wir die wichtigsten Entscheidungen unseres Lebens treffen.
Malzew unterrichtet eine ursprüngliche Version von Szondis System, das sich hauptsächlich auf die Analyse der „Blöcke“ in unserem Gedächtnis konzentriert, wo auch das familiär Unterbewusste arbeitet, und Techniken, um die Gedächtnisblöcke zu erforschen und mit ihnen wechselzuwirken, um unsere Fertigkeiten zu entwickeln. Dies verbindet Schicksalsanalyse von Szondi mit einer Doktrin, die ursprünglich von Swetlov entwickelt wurde und als „Postament“ (pastament) bekannt ist, eine „Wissenschaft der Aufgabendurchführung“, die uns dazu führt, die effektivsten Lösungen für Probleme zu finden, auf die wir uns im Leben stoßen.
Malzew glaubt auch, dass Schicksalsanalyse von Szondi nützlich für eine Vielzahl von Bereichen, einschließlich der historischen Untersuchung, sein kann. Zum Beispiel hat die italienische Psychologin Raffaella Di Marzio analysiert, wie Malzew die Schicksalsanalyse in seinem Dokumentarfilm No Fear No Regret über den sizilianischen Banditen Salvatore Giuliano verwendet. Der Film, so Di Marzio, „testet die Schicksalsanalyse an Salvatore Giuliano“ und zeigt, wie Methode von Szondi „tatsächlich dazu helfen kann, den echten Giuliano vom mythologischen zu entwirren“. Der Film, behauptet Di Marzio, besteht darauf, dass „der mythologische Giuliano Charakterzüge aufweist, die nicht mit einer sizilianischen Familie unbewusst vereinbar sind und typisch amerikanisch sind“ und erklärt die „sizilianischen“ Charakterzüge als echt und die „amerikanischen“ als unechten.

## Expeditionstätigkeiten

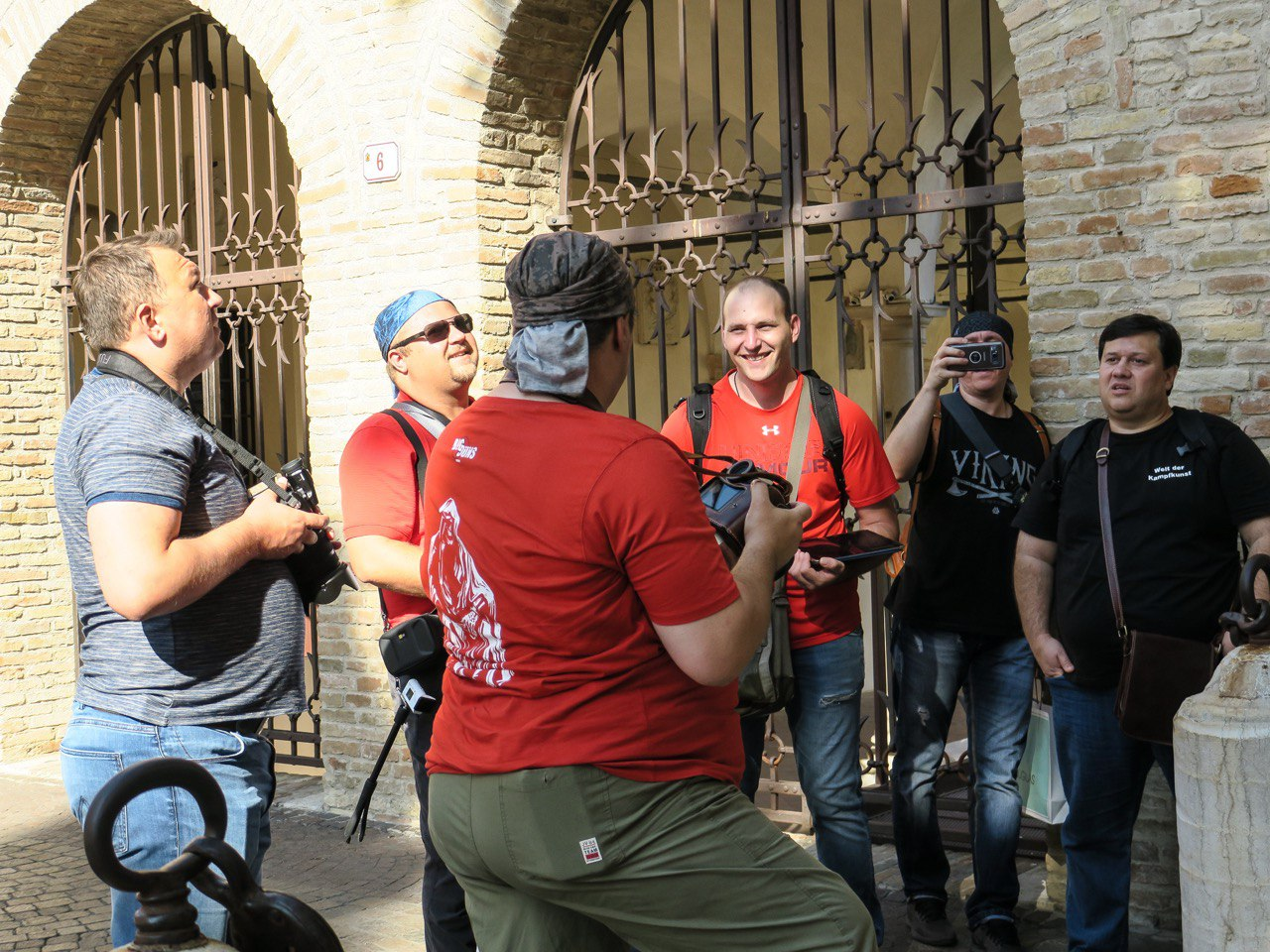
Oleh Malzew und einige Mitglieder des Expeditionary Corps

Malzew ist Gründer und Leiter des Expeditionary Corps. Unter seiner Leitung wurden im Laufe von mehr als 5 Jahren 35 Expeditionen in verschiedene Teile der Welt durchgeführt, darunter Mexiko, Italien, Spanien, Deutschland, die USA und viele andere Länder. Expeditionary Corps widmet der Untersuchung der europäischen Mystik besondere Aufmerksamkeit. Von 2014 bis 2019 wurden verschiedene Expeditionen zu diesem Thema durchgeführt, darunter: eine Expedition zum Athos, zum Rhein, nach Venedig, Wien, zu den Kanarischen Inseln usw.
Im März 2018 führten Oleh Malzew und das Expeditionsteam eine Untersuchung über die kriminelle Subkultur Kalabriens durch. Die Basis der Expedition befand sich in der Stadt Fiumefreddo Bruzio, wo die Forscher die Entstehungsmechanismen, Regeln der Interaktion, Taktik, Strategie und Mechanismen des Einflusses und der geheimen Macht der kriminellen Subkultur Kalabriens untersuchten. Im Sommer desselben Jahres wurde eine Expedition nach Kapstadt durchgeführt, bei der die kriminelle Subkultur der Republik Südafrika untersucht wurde.
Im September 2019 wurde eine Expedition durchgeführt, um die Mystik von Florenz zu untersuchen.
Im Herbst 2017 untersuchte die Expeditionary Corps die Geschichte von Cus D’Amato. Die Forschungen fanden in den USA und in Italien statt, woher die Familie des legendären Trainers stammte. Als Ergebnis den Forschungen wurde eine Reihe von Büchern über Cus D’Amato, seine Biographie, Philosophie und Methoden geschrieben.
Eine wichtige Rolle in der Expeditionsforschung von Malzew spielt die Analogfotografie, die eine zuverlässige Beweisquelle darstellt und zur Erstellung wissenschaftlicher Veröffentlichungen dient.

## Mystik
Die Arbeit von Malzew geht über die Psychologie hinaus, da er argumentiert, dass wir während Erforschung des Gedächtnisses notwendigerweise mit der Frage nach Gott konfrontiert werden. In der Tat, behauptet Malzew, gibt es drei verschiedene Götter. Wir werden alle mit nur einer Darstellung des Gottes geboren, die in unserem Gedächtnis als eine angeborene Vorstellung von „Gerechtigkeit, Barmherzigkeit und Wahrheit“ vorhanden ist, während wir mit unserer Vorstellungskraft ein zweites Bild Gottes erschaffen, einer Wesenheit „oben am Himmel“, die belohnt und bestraft, und das Leben bringt uns eine dritte Vorstellung von einem „Schiffsgott“ (Ship God) bei, dem Schiffskapitän, den wir Gesellschaft nennen und ein Modell, das sich in unzähligen sozialen Organisationen widerspiegelt.
In der europäischen Geschichte, behauptet Malzew, gibt es drei Systeme, die er Athos, den Rhein und Venezianisch nennt. Das Athos-System, benannt nach dem griechischen Heiligen Berg Athos, benutzt den „Himmelsgott“, um den Menschen in einem Zustand der Unterwerfung und Angst zu halten. Die Rhein-Systeme, die sich mit dem Schiffsgott befassen, reagieren ständig gegen das Athos-System, aber beide wurden durch das venezianische System geschaffen, dem einzigen, der die Existenz der drei Götter kennt und sich mit dem Gedächtnisgott befasst.
Mystik war die Spiritualität der europäischen herrschenden Klassen, auch bekannt als „Wahrheit“. Es ist eine verlorene und geheime Lehre, aber, so behauptet Malzew, sie könne durch einen Einleitungsprozess wiederhergestellt werden, der sich durch Stufen fortsetzt, die Teil einer Kleinen Loge und einer Großen Loge sind. Einige Wissenschaftler haben diesen Teil des Systems von Malzew „esoterisch“ genannt, obwohl er glaubt, dass Esoterik nur ein Teil der Mystik, und vielleicht nicht der wichtigste, ist. 2018 hat der Newsletter der Europäischen Gesellschaft für das Studium der westlichen Esoterik (englisch European Society for the Study of Western Esotericism) in der Übersicht über Publikationen der wissenschaftlichen Artikel mit Zustimmung mitgeteilt, dass „obwohl Malzew selbst bestreiten würde, dass seine Lehren Teil der ‚Esoterik‘ sind, könnte externe Beobachter Gründe haben, Schlussfolgerungen zu ziehen, dass sie ein Teil des breiteren Begriffes ‚des esoterischen Paradigmas‘ sind.“
In System von Malzew sind die Grade der Großen Loge mit der Wechselwirkung zwischen den „Anforderungsobjekten“, vierundsechzig mysteriösen Charakteren, die Teil unseres familiären Unbewussten sind, verbunden. Laut dem italienischen Wissenschaftler Massimo Introvigne lehrt Malzew, dass „wir die geheimen Namen und Schlüssel erfahren können, um mit den 64 Anforderungsobjekten im fämiliären Unbewussten aufeinander zu wirken. Diese Anforderungsobjekte sind unsichtbar und verstehen die menschliche Sprache nicht. Jedoch können wir bedeutende Kenntnisse über sie ableiten, über Zugriffsmechanismen zu den Anforderungsobjekten erfahren und sogar ihre Namen finden, indem wir die Bücher des Alten Testaments der Bibel“, sowie bestimmte Grade und Rituale der Freimaurerei sorgfältig analysieren.

## Kampfkünste und kriminelle Traditionen
Malzew glaubt, dass die kriminellen Traditionen der Welt, einschließlich der sizilianischen Mafia, eine Reihe von Wahrheiten über die europäische Mystik bewahren: als bestimmte Kenntnisse in der Mainstream-Gesellschaft verloren wurden, überlebten Teile davon in kriminellen Gesellschaften. Die Mystik der europäischen Ritterlichkeit wurde auch in Techniken des Umgangs mit Waffen, des Fechtens und der Kampfkünste ausgedrückt, die laut Malzew einen tiefen geistigen Bestandteil haben. Malzew hat viel Zeit darauf gewidmet, sowohl die kriminellen Traditionen mehrerer Länder als auch die alten Traktaten über Fechten und Umgang mit Waffen zu erforschen und eine Reihe von Klassikern, insbesondere Spanisch und Italienisch, ins Russische zu übersetzen.
Beispielhaft für Arbeit von Malzew auf diesem Gebiet ist seine Erforschung der Numbers Gang und anderen südafrikanischen kriminellen Organisationen, die sich sowohl auf ihre Techniken des Umgangs mit Waffen als auch ihre „religiös-philosophische Weltanschauung“ konzentrieren, basierend auf der Vergötterung von Mzuzephi Mathebula, bekannt als Nongoloza, der Gründer der Umkosi Wezintaba Bewegung, die die heutigen Gangs als ihren Vorfahren ansehen. Eine Zusammenfassung der Arbeit von Malzew über südafrikanische Banden wurde 2018 in der russischen Ausgabe von National Geographic veröffentlicht. Malzew hat ähnliche Untersuchungen an russische kriminelle Organisationen, die sogenannte Russische Mafia (ein Etikett, das er für ungenau hält) gewidmet und festgestellt, dass es „ein kriminelles System ist, das sich in 11 historischen Perioden gebildet hat“, und dass „Tradition“ beschreibt dieses Milieu, das eine eigene Sprache, Folklore, Rituale und sogar „einheitliche religiöse Überzeugungen von unkonventioneller Natur“ hat, besser als der allgemein gebräuchliche Ausdruck „Subkultur“. Neben der Mafia in Sizilien hat Malzew auch ihr Gegenüber in Kalabrien, ’Ndrangheta, untersucht, wobei er betont, dass die kalabrische kriminelle Subkultur sich von der sizilianischen unterscheidet und behauptet, dass sowohl ihre „Kultur“ als auch Techniken des Umgangs von Waffen unter Einfluss der deutschen und spanischen Ritterlichkeit und sogar durch die Spiritualität der Franziskaner waren.
Auf dem Gebiet der Kampfkünste ist Malzew, wie in einem Artikel in der russischen Ausgabe von National Geographic berichtet wurde, vor allem bekannt für sein Studium und seine Lehre der spanischen Tradition des Fechtens bekannt als Destreza, sowohl in seiner spanischen als auch in seiner sizilianischen Verkörperungen und Übersetzung ins Russische von Werken solchen spanischen Fechtkoryphäen wie Jerónimo Sánchez de Carranza und Luis Pacheco de Narváez. 2018 bot er in Palermo, Sizilien, eine Stadt, die einst ein wichtiges Zentrum dieser Techniken war, einen Kurs in neapolitanischem Fechten und Umgang mit Waffen an.
Malzew behauptet, dass die psychologischen und mystischen Prinzipien, die das traditionelle Fechten regeln, durch verschiedene Wege von bestimmten Techniken ins modernes Boxen übernommen wurden, das beweisen auch die Tätigkeiten des legendären amerikanischen Trainers Cus D’Amato, des Managers von Mike Tyson, dem Malzew zwei Bücher Kompromissloses Pendel (Non-compromised Pendulum), Blitzableiter als Blitzschlag (Lighting rod that strikes faster than lightning itself) und drei Dokumentarfilme gewidmet hat.

## Kontroversen
Wie der italienische Soziologe PierLuigi Zoccatelli bemerkte: „Kampfkünste und das Unterrichten von Waffenumgang Technik sind sehr wettbewerbsintensive Bereiche und Konkurrenten haben versucht, den Vorwurf zu verwenden, dass Malzew einen ‚Kult‘ betreibt, um Studenten vor der Teilnahme an seinen Kursen zu warnen. Es kam zu endlosen Streitereien über seine Qualifikationen im Bereich des Umgangs mit Waffen; einige beschuldigten ihn, ein Emporkömmling ohne glaubwürdige Abstammung zu sein, während Koryphäen wie Jon Rister Malzew unterstützten und habe sogar Bücher gemeinsam mit ihm verfassten.“ Lloyd De Jongh, ein Experte der südafrikanischen kriminellen Traditionen, schrieb das Buch auch zusammen mit Maltzew.
Tatsächlich haben Konkurrenten auf dem Gebiet der Kampfkunst Kritik gegen Malzew als „Sektenführer“ geübt, der seit 2012 von Vertretern der Anti-Kult-Bewegung in der Ukraine und Russland entwickelt wurde. Gemäß der Rekonstruktion von Willy Fautré, Direktor der Nichtregierungsorganisation Menschenrechte ohne Grenzen (Human Rights Without Frontiers), führte die „Unzufriedenheit einer Dame in Odessa, Maria Kapar, über den Inhalt den Unterrichte von Malzew, denen sie in der Angewandten Wissenschaftsvereinigung besuchte“, zur Kontaktaufnahme mit der russischen Filiale der Organisation der Europäischen Föderation der Forschungs- und Informationszentren zum Sektenwesen (FECRIS – European Federation of Centres of Research and Information on Sectarianism), die vom russischen Anti-Kult-Aktivisten Alexander Dvorkin geführt ist. Die Anti-Kultisten wiederum kontaktierten die ukrainischen Medien und es wurde eine Kampagne gestartet, in der Malzew als Führer eines „gefährlichen Kults“ kritisiert wurde, der seine Anhänger mit Gehirnwäsche kontrollieren sollte. Die Kontroverse hat ihren Höhepunkt in 2015–2016 erreicht und ist danach aufgrund des effektiven Widerstands von Malzew und seinen Anwälten gesunken – Malzew ist selbst Partner in der Anwaltskanzlei Redut, die ein Teil des Netzwerks der Angewandten Wissenschaftsvereinigung ist.

## Veröffentlichungen
- Oleg Maltsev, Tom Patti: Kompromissloses Pendel, Dnepr, Serednyak T.K., 2017, ISBN 978-617-7599-09-7.
- Oleg Maltsev, Luis Pacheco de Narvaez, Manuel Cruzado y Peralta: Die Tricks des vulgären und allgemeinem Fechten nur mit einem Bordschwert, Dnepr, Serednyak T.K., 2017, ISBN 978-617-7599-17-2.
- Oleg Maltsev, Luis Pacheco de Narvaez: Die Tricks des vulgären und allgemeinem Fechten mit dem philippinischen Stock, Dnepr, Serednyak T.K., 2017, ISBN 978-617-7599-12-7.
- Oleg Maltsev, Luis Pacheco de Narvaez: Die Tricks des vulgären und allgemeinem Fechten nur mit einem Schwert, Dnepr, Serednyak T.K., 2017, ISBN 978-617-7599-11-0.
- Oleg Maltsev: 54, Dnepr, Serednyak T.K., 2017, ISBN 978-617-7599-40-0.
- Oleg Maltsev: Der schwarze Tod, Dnepr, Serednyak T.K., 2017, ISBN 978-617-7599-45-5.
- Oleg Maltsev: Auf den Messern, Dnepr, Serednyak T.K., 2017, ISBN 978-617-7599-44-8.
- Oleg Maltsev: Konflikt mit Journalisten, Dnepr, Serednyak T.K., 2018, ISBN 978-617-7761-94-4.
- Oleg Maltsev: Ritterorden der russischen Diebe, Dnepr, Serednyak T.K., 2019, ISBN 978-617-7761-79-1.
- Oleg Maltsev: LEPKA – Taktik und Strategie der kriminellen Welt bis in die 90er Jahre, Dnepr, Serednyak T.K., 2019, ISBN 978-617-7761-59-3.
- Oleg Maltsev: Schatten des europäischen Kontinents, Dnepr, Serednyak T.K., 2019, ISBN 978-617-7761-48-7.